# 한잔정
한잔정(일본어: 飯山町)은 일본 가가와현 중부에 있던 정이며, 아야우타군에 속했다. 2005년 3월 22일에 마루가메시 및 아야우타정과 신설 합병해 소멸하였다.

## 지리
가가와현의 거의 중앙에 있으며 북부에는 사누키 후지의 명칭으로 알려진 이야산, 북동부에는 시로산, 그 자락에는 많은 연못을 가진 평야부가 펼쳐져 있다.

## 역사
- 1956년 8월 1일 - 아야우타군 사카모토촌과 호쿤지촌이 합병해 한잔정이 되었다.
- 1966년 1월 1일 - 정장이 제정되었다.
- 2005년 3월 22일 - 마루가메시 및 아야우타정이 합병해 새롭게 한잔정이 성립하였다. 동일 한잔정은 폐지되었다.

## 교통

### 철도
- 정내에는 철도노선이 없다.

### 도로
- 다카마쓰 자동차도(일본어판)
- 국도 제438호선 (일본)(일본어판)

## 참고 문헌
- 角川日本地名大辞典編纂委員会, 『角川日本地名大辞典 43 香川県』, 1985, 角川書店